# 여걸
여걸(女傑)은 용기가 뛰어나고 기개와 풍모가 있는 여성을 뜻하며, 여중호걸(女中豪傑)을 줄인 명사이다. 여장부(女丈夫)라고도 한다. 영어로는 hero(영웅)기 어근인 a heroic woman(씩씩한 여성), a heroine(여장부, 여걸), an Amazon(고대 그리스 신화에 나오는 여성부족인 아마조네스에 여장부를 비유)이라고 한다.